# Colotlán
Colotlán är en ort i Mexiko.   Den ligger i kommunen Colotlán och delstaten Jalisco, i den centrala delen av landet, 500 km nordväst om huvudstaden Mexico City. Colotlán ligger 1 666 meter över havet och antalet invånare är 12 927.
Terrängen runt Colotlán är kuperad åt nordost, men åt sydväst är den platt. Colotlán ligger nere i en dal. Runt Colotlán är det ganska glesbefolkat, med 25 invånare per kvadratkilometer. Colotlán är det största samhället i trakten. I omgivningarna runt Colotlán växer huvudsakligen savannskog.